# Piên
Piên ist ein brasilianisches Munizip im Südosten des Bundesstaats Paraná. Es hat 11.446 Einwohner (2022), die sich Pienenser nennen. Seine Fläche beträgt 255 km². Es liegt 845 Meter über dem Meeresspiegel.

## Etymologie
Der Ursprung des Namens Piên wird in zwei Varianten berichtet. Die eine besagt, dass der Name aus dem Tupi-Guarani stammt und Herz bedeutet. Die zweite vertritt die Ansicht, dass der Name vom Piepen des einheimischen Sperbers stammt, der in der Gegend verbreitet ist.

## Geschichte

### Besiedlung
Einige Mitglieder der portugiesischen Familie Vieira, die im Munizip Morretes an der Küste von Paraná lebten, zogen Mitte des 19. Jahrhunderts ins Landesinnere, um sich dort dauerhaft niederzulassen. Von Morretes aus gelangten sie unter der Führung von Antonio Vieira in das Dorf Tietê, wo sie einige Zeit blieben.
Als sie ihre Wanderung fortsetzten, kamen sie an einem Ort an, der später Piên genannt wurde. Denn die Familien, die das Land rodeten, trafen bei ihrer Ankunft in der Region eine große Anzahl von Falken an, deren Gezwitscher an das Wort erinnerte, das Piên seinen Namen gab. Dies geschah um 1850, als die Region noch von friedlichen Tupi-Guarani-Indianern bewohnt war, was zu einer weiteren Theorie über den Ursprung des Namens Piên führte: Für den Historiker Manuel Machuca bedeutet Piên in der Sprache der Tupi-Guarani-Indianer Herz.
Um 1920 bestand das Dorf aus etwa 13 Häusern, umgeben von einem ursprünglichen Wald.

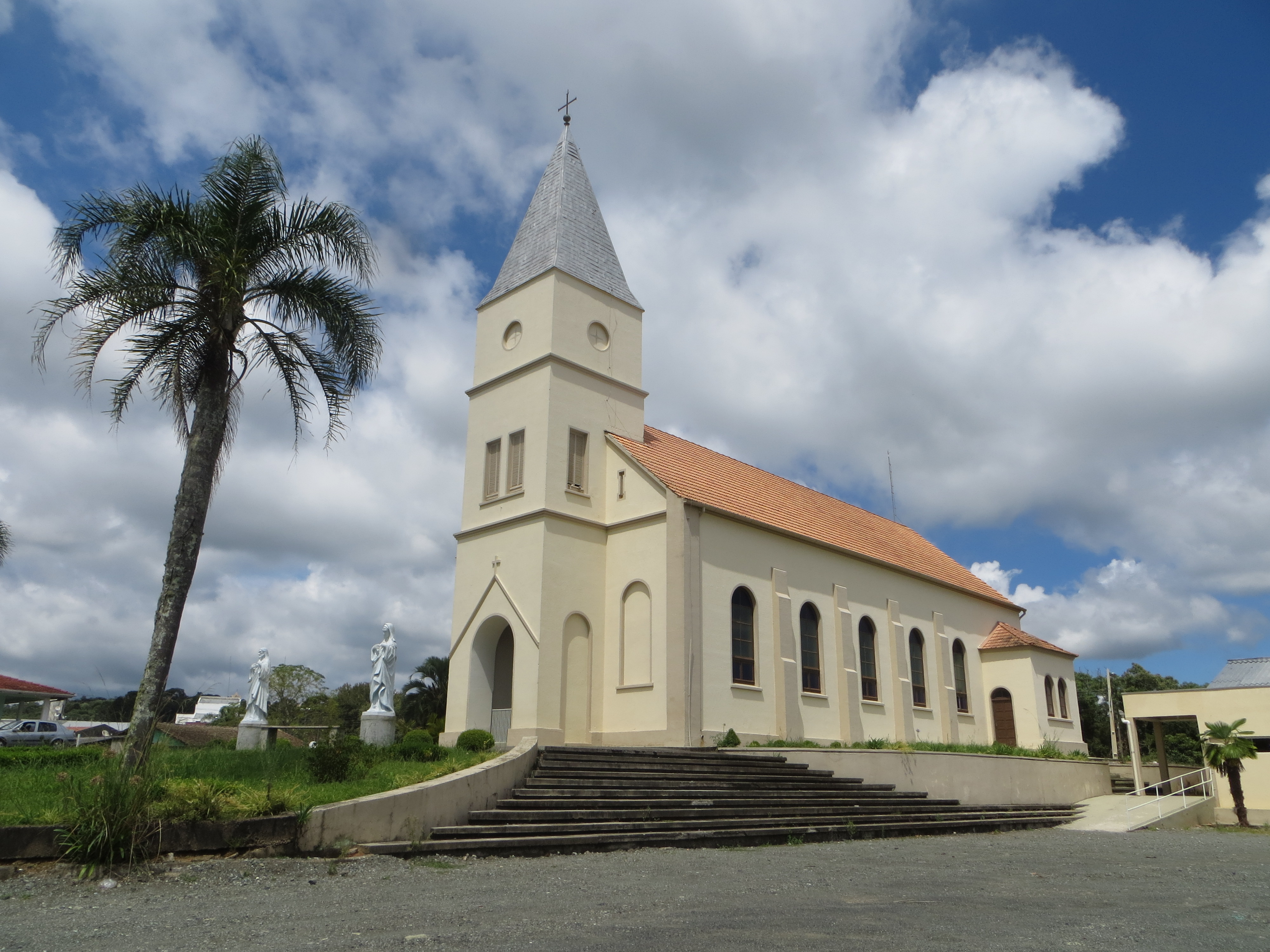
Pfarrkirche Nossa Senhora das Graças

Im Jahr 1937 wurde eine neue Kirche zu Ehren von Nossa Senhora das Graças (deutsch: Unsere Liebe Frau der Gnaden) gebaut. Der Bevölkerung gefiel das nicht, denn sie hatte jahrelang die Segnungen von São Bento erhalten.
Die ersten Einnahmequellen dieser Pioniere waren Herva Mate, Bohnen und Maismehl, die in einem gemeinschaftlichen Monjolinho (Pochwerk, wasserbetriebenes Schlagwerk zum Stampfen von Getreide) zubereitet wurden. Später begannen sie, ihr Holz, Mate-Blätter und Getreide über São Bento do Sul im Bundesstaat Santa Catarina zu verkaufen.

### Erhebung zum Munizip
Piên wurde durch das Staatsgesetz Nr. 4338 vom 25. Januar 1961 aus Rio Negro ausgegliedert und in den Rang eines Munizips erhoben. Es wurde am 1. November 1961 als Munizip installiert.

## Geografie

### Fläche und Lage
Piên liegt auf dem Primeiro Planalto Paranaense (der Ersten oder Curitiba-Hochebene von Paraná). Seine Fläche beträgt 255 km². Es liegt auf einer Höhe von 845 Metern.

### Vegetation
Das Biom von Piên ist Mata Atlântica.

### Klima
Das Klima ist gemäßigt warm. Es werden hohe Niederschlagsmengen verzeichnet (1403 mm pro Jahr). Im Jahresdurchschnitt liegt die Temperatur bei 17,3 °C. Die Klimaklassifikation nach Köppen und Geiger lautet Cfb.

### Gewässer
Piên liegt im Einzugsgebiet des Rio Iguaçu. Sein linker Nebenfluss Rio Negro bildet die südliche Grenze des Munizips. Er ist im Gebiet des Munizips schiffbar. Weitere Gewässer sind der Rio Piên und der Rio Poço Frio.

### Straßen
Piên ist über die PR-281 mit Agudos do Sul im Norden und über die PR-420 mit Campo Alegre (Santa Catarina) im Südosten verbunden.

### Nachbarmunizipien
| Campo do Tenente | Quitandinha                                 | Agudos do Sul (PR) |
| Rio Negro        | Kompassrose, die auf Nachbargemeinden zeigt |                    |
| Rio Negrinho     | São Bento do Sul                            | Campo Alegre (SC)  |

## Stadtverwaltung
Bürgermeister: Maicon Grosskopf, REP (2021–2024)
Vizebürgermeister: Pedro Geraldo Cavalheiro da Silva, PV (2021–2024)

## Demografie

### Bevölkerungsentwicklung
| Jahr | Einwohner | Stadt | Land |
| ---- | --------- | ----- | ---- |
| 1970 | 5.353     | 2 %   | 98 % |
| 1980 | 5.985     | 4 %   | 96 % |
| 1991 | 7.745     | 18 %  | 82 % |
| 2000 | 9.798     | 29 %  | 71 % |
| 2010 | 11.236    | 40 %  | 60 % |
| 2022 | 11.446    |       |      |

Quelle: IBGE (2011) und Volkszählung 2022

### Ethnische Zusammensetzung
| Gruppe * | 1991    | 2000    | 2010    | wer sich als …                                                                   |
| --- | ------- | ------- | ------- | -------------------------------------------------------------------------------- |
| Weiße | 81,0 %  | 72,6 %  | 80,7 %  | weiß bezeichnet                                                                  |
| Schwarze | 2,4 %   | 0,9 %   | 2,2 %   | schwarz bezeichnet                                                               |
| Gelbe | 0,1 %   | 0,1 %   | 0,2 %   | von fernöstlicher Herkunft wie japanisch, chinesisch, koreanisch etc. bezeichnet |
| Braune | 16,0 %  | 26,0 %  | 16,9 %  | braun oder als Mischung aus mehreren Gruppen bezeichnet                          |
| Indigene | 0,0 %   | 0,1 %   | 0,0 %   | Ureinwohner oder Indio bezeichnet                                                |
| ohne Angabe | 0,6 %   | 0,2 %   | 0,0 %   |                                                                                  |
| Gesamt | 100,0 % | 100,0 % | 100,0 % |                                                                                  |
| *) Anmerkung: Das IBGE verwendet für Volkszählungen ausschließlich diese fünf Gruppen. Es verzichtet bewusst auf Erläuterungen. Die Zugehörigkeit wird vom Einwohner selbst festgelegt. |         |         |         |                                                                                  |

Quelle: IBGE (Stand: 1991, 2000 und 2010)

## Wirtschaft

### Landwirtschaft
Die Wirtschaft der Gemeinde basierte eine Zeit lang auf der Landwirtschaft, auf dem Anbau von Produkten wie Kartoffeln, Weizen, Reis, Obst, insbesondere Mais und Tabak. Die Stadt verfügt über 1580 kleine landwirtschaftliche Anwesen.

### Industrie
Im Jahr 1996 begann die Stadt, sich industriell zu entwickeln. Mit der Ansiedlung des portugiesischen Holzverarbeitungsunternehmens Tafisa (heute ARAUCO) begann die Stadt einen Prozess der Anpassung an eine neue wirtschaftliche Realität, und zusammen mit anderen bereits etablierten Unternehmen wie Famossul nahm die Industrie ihren Platz als Haupteinnahmequelle der Stadt ein.

### Kennzahlen
Mit einem Bruttoinlandsprodukt pro Einwohner von 65.847,99 R$ (rund 14.600 €) lag Piên 2019 an 14. Stelle der 399 Munizipien Paranás.
Sein mittelhoher Index der menschlichen Entwicklung von 0,694 (2010) setzte es auf den 260. Platz der paranaischen Munizipien.